# Хіда (комуна)
Хіда (рум. Hida) — комуна у повіті Селаж в Румунії. До складу комуни входять такі села (дані про населення за 2002 рік):
- Байка (136 осіб)
- Мілуань (112 осіб)
- Педуріш (65 осіб)
- Ракиш (563 особи)
- Синпетру-Алмашулуй (542 особи)
- Ступінь (260 осіб)
- Трестія (368 осіб)
- Хіда (1102 особи) — адміністративний центр комуни

Комуна розташована на відстані 363 км на північний захід від Бухареста, 23 км на південний схід від Залеу, 38 км на північний захід від Клуж-Напоки.

## Населення
За даними перепису населення 2002 року у комуні проживали 3148 осіб.
Національний склад населення комуни:
| Національність | Кількість осіб | Відсоток |
| -------------- | -------------- | -------- |
| румуни         | 2940           | 93,4%    |
| цигани         | 156            | 5,0%     |
| угорці         | 50             | 1,6%     |
| євреї          | 2              | 0,1%     |

Рідною мовою назвали:
| Мова      | Кількість осіб | Відсоток |
| --------- | -------------- | -------- |
| румунська | 3090           | 98,2%    |
| угорська  | 48             | 1,5%     |
| циганська | 10             | 0,3%     |

Склад населення комуни за віросповіданням:
| Релігія        | Кількість осіб | Відсоток |
| -------------- | -------------- | -------- |
| православні    | 2815           | 89,4%    |
| п'ятдесятники  | 113            | 3,6%     |
| баптисти       | 73             | 2,3%     |
| реформати      | 40             | 1,3%     |
| старообрядці   | 9              | 0,3%     |
| римо-католики  | 8              | 0,3%     |
| греко-католики | 4              | 0,1%     |
| бретрени       | 3              | 0,1%     |
| юдеї           | 2              | 0,1%     |
| унітарії       | 1              | < 0,1%   |
| лютерани       | 1              | < 0,1%   |
| не релігійні   | 1              | < 0,1%   |